# Greg Mottola
Gregory J. Mottola (Dix Hills, 1964. július 11. –) amerikai filmrendező, forgatókönyvíró és filmproducer.
Leginkább filmvígjátékok rendezéséről ismert: Kiruccanók (1996), Superbad, avagy miért ciki a szex? (2007), Kalandpark (2009), Paul (2011), Előzmények törlése (2013) és Kémek a szomszédban (2016).
Az Undeclared és Az ítélet: család című szituációs komédiák, valamint a Híradósok című drámasorozat több epizódját is ő rendezte.

## Filmográfia

### Film

#### Rendező és író
| Év   | Magyar cím                         | Eredeti cím                    | Feladatkör | Feladatkör | Megjegyzések                   |
| Év   | Magyar cím                         | Eredeti cím                    | Rendező    | Író        | Megjegyzések                   |
| ---- | ---------------------------------- | ------------------------------ | ---------- | ---------- | ------------------------------ |
| 1985 |                                    | The Hatbox                     | Igen       | Nem        | - rövidfilm - operatőr és vágó |
| 1989 |                                    | Swingin' in the Painter's Room | Igen       | Nem        | rövidfilm                      |
| 1996 | Kiruccanók                         | The Daytrippers                | Igen       | Igen       |                                |
| 2007 | Superbad, avagy miért ciki a szex? | Superbad                       | Igen       | Nem        |                                |
| 2009 | Kalandpark                         | Adventureland                  | Igen       | Igen       |                                |
| 2011 | Paul                               | Paul                           | Igen       | Nem        |                                |
| 2016 | Kémek a szomszédban                | Keeping Up with the Joneses    | Igen       | Nem        |                                |
| 2022 | Valld be, Fletch                   | Confess, Fletch                | Igen       | Igen       | vezető producer                |

#### Színész
- Kiruccanók (The Daytrippers) (1996) – kopasz férfi
- Sztárral szemben (Celebritiy) (1998) – a rendező
- Hollywoody történet (Hollywood Ending) (2002) – rendezőasszisztens – magyar hangja: Rába Roland[6]

### Televízió
| Év        | Magyar cím         | Eredeti cím                       | Megjegyzések                                                                 |
| --------- | ------------------ | --------------------------------- | ---------------------------------------------------------------------------- |
| 2001–2002 |                    | Undeclared                        | - rendező (6 epizód) - szereplő (fiatal professzor – epizód)                 |
| 2003      |                    | The Big Wide World of Carl Laemke | rendező (eladatlan próbaepizód)                                              |
| 2003–2004 | Az ítélet: család  | Arrested Development              | rendező (3 epizód)                                                           |
| 2004      |                    | Cracking Up                       | rendező (1 epizód)                                                           |
| 2005      | A visszatérés      | The Comeback                      | rendező (2 epizód)                                                           |
| 2012–2014 | Híradósok          | The Newsroom                      | - rendező (4 epizód) - vezető társproducer (10 epizód)                       |
| 2013      | Előzmények törlése | Clear History                     | - tévéfilm - rendező és vezető producer                                      |
| 2018      |                    | The Dangerous Book for Boys       | - rendező (2 epizód) - író/megalkotó (6 epizód) - vezető producer (6 epizód) |
| 2020–2021 |                    | Dave                              | - rendező (3 epizód) - vezető producer (19 epizód)                           |
| 2022      |                    | Our Time                          | rendező (tévéfilm)                                                           |

## Fordítás
- Ez a szócikk részben vagy egészben  a   Greg Mottola című angol Wikipédia-szócikk fordításán alapul.  Az eredeti cikk szerkesztőit annak laptörténete sorolja fel. Ez a jelzés csupán a megfogalmazás eredetét és a szerzői jogokat jelzi, nem szolgál a cikkben szereplő információk forrásmegjelöléseként.